# Districtul Taleb Larbi
Taleb Larbi este un district din provincia El Oued, Algeria.